# Konstanty Romanow (1858–1915)
Konstanty Konstantynowicz Romanow (ros. Константи́н Константи́нович Романов; ur. 10 sierpnia?/22 sierpnia 1858 w Strielnej; zm. 2 lipca?/15 lipca 1915 w Pawłowsku) – wielki książę rosyjski, erudyta, muzyk, poeta i aktor.

## Życiorys
Konstanty był drugim synem wielkiego księcia Konstantego Mikołajewicza Romanowa i jego żony wielkiej księżnej Aleksandry Józefównej. Był siostrzeńcem królowej Marii Hanowerskiej i wnukiem cara Mikołaja I. Od młodości przejawiał zainteresowanie literaturą, sztuką i muzyką. Został wysłany do szkoły Marynarki Wojennej Imperium Rosyjskiego.
W latach 1874 i 1876 odbył podróż morską na pokładzie fregaty Swietłana po Oceanie Atlantyckim i Morzu Śródziemnym. W 1876 roku zdał egzamin do Morskiego Korpusu Kadeckiego, uczelni morskiej w Sankt Petersburgu i został awansowany do stopnia chorążego marynarki. Brał udział w wojnie rosyjsko tureckiej (1877–1878). Został odznaczony Orderem Świętego Jerzego 4 klasy 17 października 1877 roku. W maju 1878 roku został awansowany do stopnia porucznika.
Był wielkim mecenasem sztuki rosyjskiej. Przewodził Rosyjskiemu Towarzystwu Muzycznemu. Jego talent muzyczny spotkał się z uznaniem. Należał do grona przyjaciół między innymi Piotra Czajkowskiego. Dużo pisał. Publikował wiersze pod pseudonimem K.R. Należał do kilku klubów literackich. Tłumaczył na język rosyjski Schillera i Goethego. Zdaniem wielkiego księcia Aleksandra Michałowicza Romanowa, był autorem najlepszego przekładu szekspirowskiego Hamleta. W Pułku Izmaiłowskim Lejbgwardii organizował Izmaiłowskie spotkania poświęcone literaturze rosyjskiej. Artystów i poetów przyjmował również w swojej rezydencji w Pałacu Marmurowym w Petersburgu.  
Kochał teatr. Sam pisał sztuki teatralne i grał główne role w amatorskich spektaklach w Teatrze Ermitażu Pałacu Zimowego. Pełnił obowiązki prezesa Cesarskiej Akademii Nauk. Nie odgrywał większej roli politycznej, ale poprzez swoje działania i przedsięwzięcia artystyczne wpływał na łagodzenie wojskowych metod wychowawczych.

## Małżeństwo i potomstwo

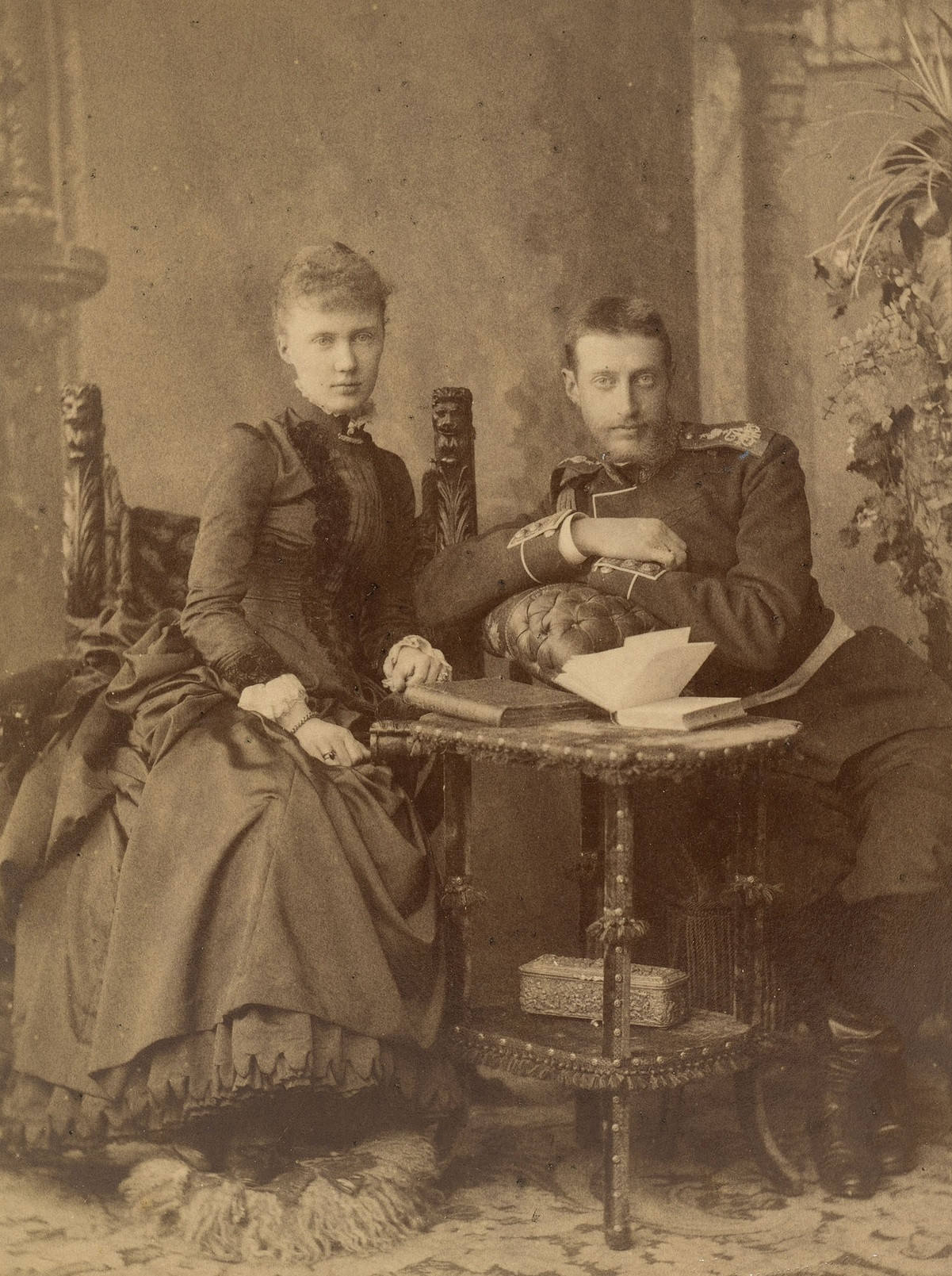
Elżbieta z wielkim księciem Konstantym

27 kwietnia 1884 Konstanty poślubił w Sankt Petersburgu Elżbietę Sachsen-Altenburg (1865–1927), córkę księcia Maurycego (Moritza) Sachsen-Altenburg (1829–1907), i jego żony, księżniczki Augusty Luizy Adelajdy Sachsen-Meiningen (1843–1919). Konstanty i Elżbieta mieli dziewięcioro dzieci:
- księcia Iwana (Ioanna) (1886–1918),
- księcia Gabriela (Gawriłła) (1887–1955),
- księżniczkę Tatianę (1890–1970),
- księcia Konstantego (1891–1918),
- księcia Olega (1892–1914),
- księcia Igora (1894–1918),
- księcia Jerzego (1903–1938),
- księżniczkę Natalię (*/† 1905),
- księżniczkę Wierę (1906–2001).

## Odznaczenia
- Order Świętego Andrzeja Apostoła Pierwszego Powołania – 26 września 1858[6],
- Order Świętego Aleksandra Newskiego – 26 września 1858,
- Order Świętej Anny – 26 września 1858,
- Order Orła Białego (Rosja) – 1865,
- Order Świętego Stanisława (Rosja) – 11 czerwca 1865,
- Order Świętego Jerzego 4 stopnia[7] – 17 października 1877,
- Medal Pamiątkowy za Wojnę Rosyjsko-Turecką 1877–1878[8] – 2 maja 1878,
- Order Świętego Włodzimierza – 4 klasy 1883, 3 klasy 1896, 2 klasy 1903 i 1 klasy 1913,
- Order Zbawiciela – 10 sierpnia 1875,
- Saski Ernestyński Order Domowy – 15 marca 1878,
- Legia Honorowa – 30 sierpnia 1878,
- Pour le Mérite – 26 listopada 1878,
- Order Daniły I (Czarnogórski Order Niepodległości) – 1882,
- Order Świętego Aleksandra[9] – 1883.

## Galeria

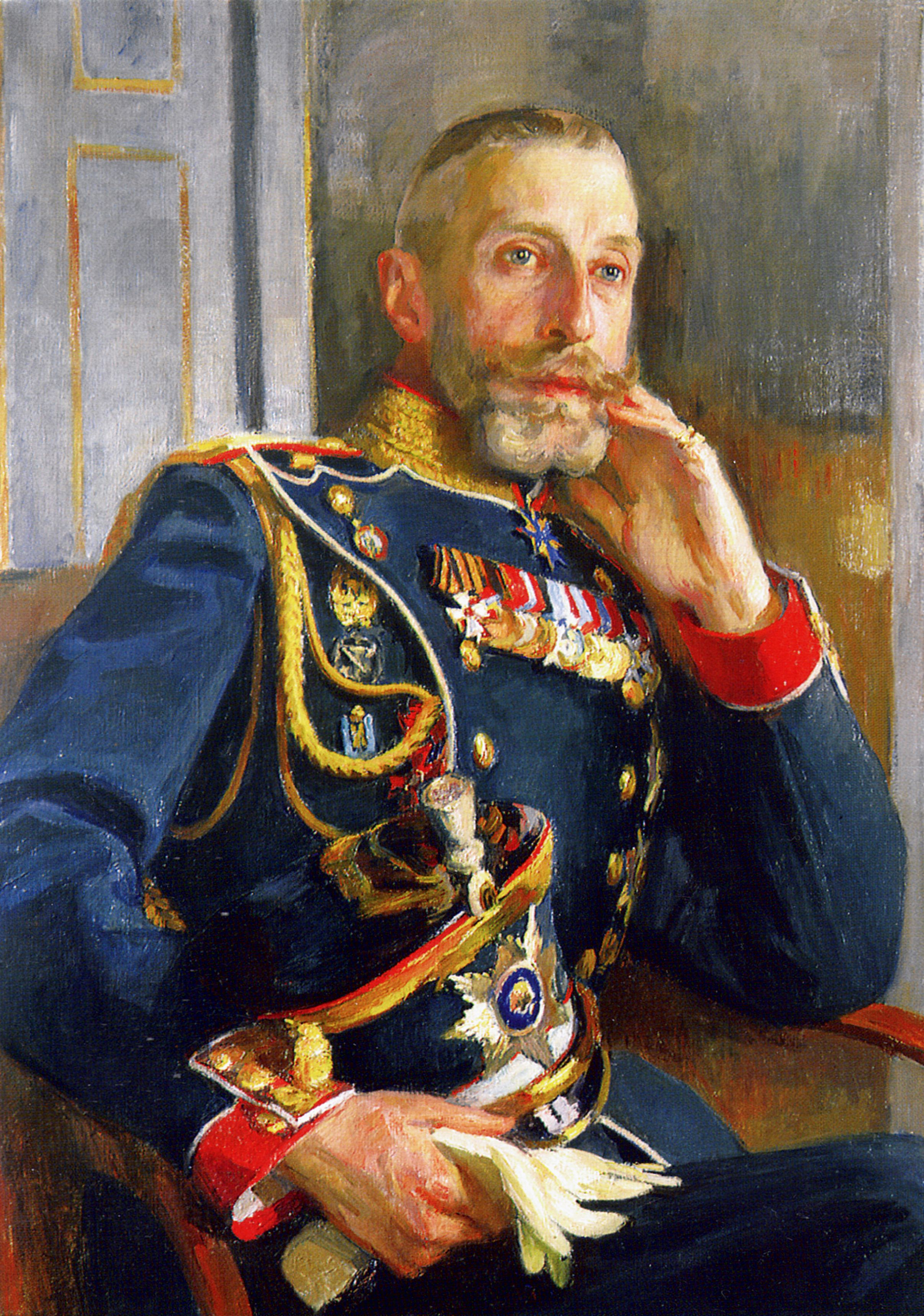
Książę według Osipa Brossa
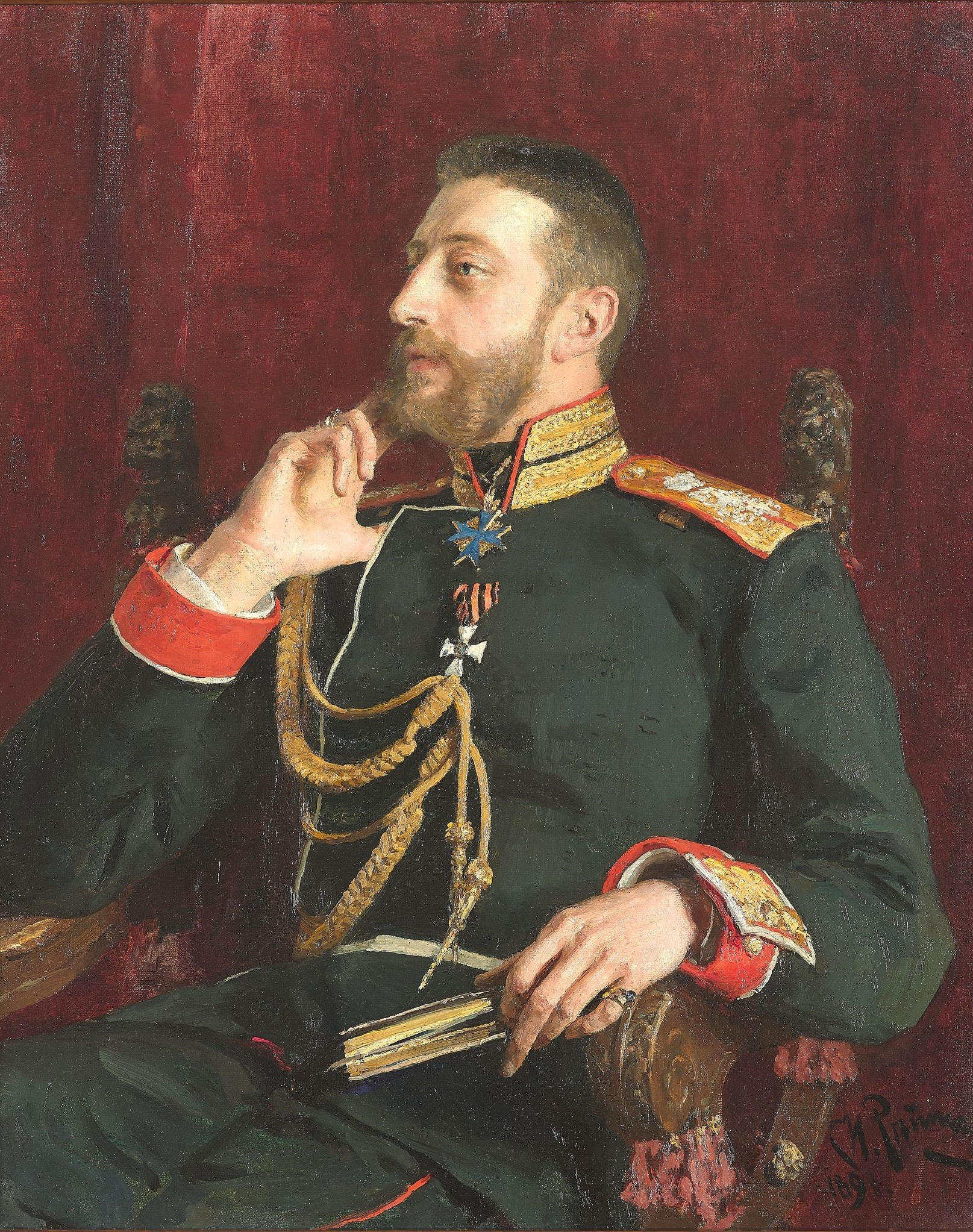
Obraz autorstwa Ilji Riepina, 1891
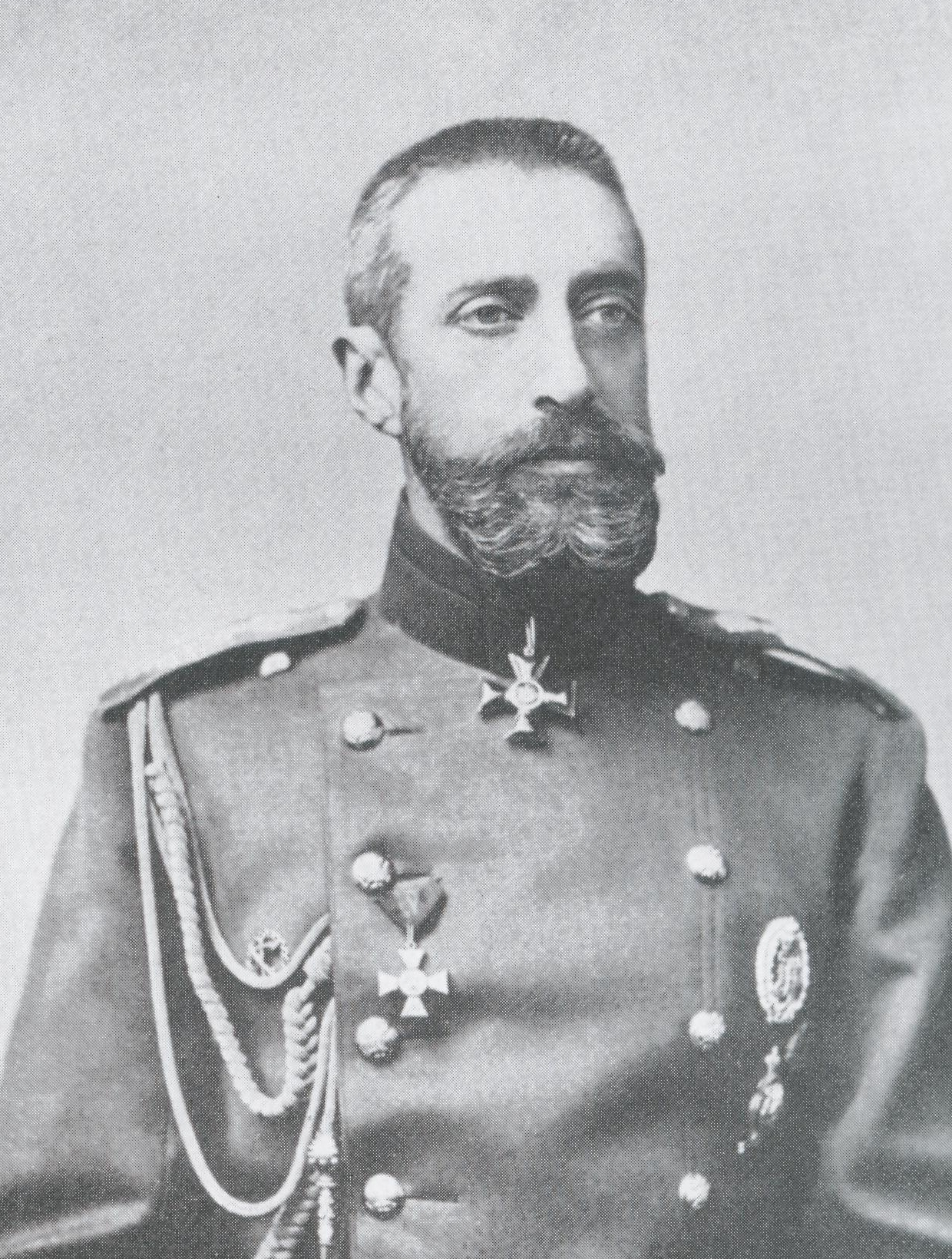
Wielki Książę Konstanty